# Alexandru C. Constantinescu
Alexandru C. Constantinescu (* 4 septembrie 1859, București; † 18 noiembrie 1926, București) a fost un avocat, politician și ministru român. Membru marcant al P.N.L., a urmat studii de drept la Paris, unde a obținut și titlul de Doctor.  Inițial ajutor de primar (1882-1884), începe ulterior o carieră politică de succes, ca deputat (din 1901) și apoi senator liberal.
De mai multe ori ministru (de Interne între 1916-1918, al Agriculturii și Domeniilor în mai multe rânduri: 1909-1910, 1914-1916, „ad interim” 1918, 1922-1926 precum și al Industriei și Comerțului între 1918-1919), este o figură controversată a politicii românești. Un excelent „manevrier politic” și om de încredere al marelui Ion I. C. Brătianu, deloc lipsit de inteligență și de spirit, rămân memorabile mai multe sintagme ale sale, care definesc un anumit tip de politician  lipsit complet de scrupule, fapt pentru care era cunoscut în epocă și sub apelativul de „Alecu Constantinescu-Porcu'”.
Astfel, „Fost și viitor ministru”  despre sine, „E lată rău !” preocupat cu ocazia Consiliului de Coroană care a decis intrarea României în Primul Război Mondial sau „Dă-mi, domnule, opt milioane și poate să afle toata lumea” legat de propunerea unui afacerist evreu de a primi o mită de un milion la afacere și „nu va afla nimeni”,  
sunt câteva dintre acestea.
Totuși, toată viața a fost fidel Partidului Liberal, fiind unul dintre fruntașii acestui partid, dar faptul acesta nu l-a împiedicat să aibă relații foarte bune cu alți oameni politici din tabere opuse, cum ar fi Take Ionescu sau Nicolae Filipescu.
S-a ilustrat și prin acțiuni reprobabile, cum ar fi episodul descris de Argetoianu în „Memoriile” sale când în timpul retragerii în Moldova din primul război, în condițiile unei acute lipse de material feroviar, acesta a rechiziționat o garnitură întreagă cu 17 vagoane pentru transportul averii personale, neuitând să-și ia în refugiu mobila sau murăturile!.
O altă anecdotă celebră este legată de intrarea trupelor române în Budapesta în 1919; deși Antanta se declarase ferm împotriva acestei acțiuni iar ceilalți oameni politici căutau o soluție de compromis, ministrul Constantinescu a semnatul ordinul de ocupare a capitalei Ungariei!.
Moare în 1926, la moartea lui fiind reabilitat parțial chiar de inamicul său politic Constantin Argetoianu, care scrie tot în „Memorii” : „Moartea a reabilitat pe Alecu Constantinescu...”cu ocazia constatării că averea lăsată post mortem de omul politic era foarte modestă.

## Familia
Căsătorit inițial cu o germană, care i-a dăruit un fiu (Atta Constantinescu), divorțează de aceasta și se căsătorește ulterior cu cumnata.